# 2061
Rok 2061 (MMLXI) gregoriánského kalendáře začne v sobotu 1. ledna a skončí v sobotu 31. prosince.

## Předpokládané a naplánované události
- 100. výročí vzniku nápoje Sprite
- 20. ledna – 100. výročí nástupu J. F. Kennedyho do funkce
- Halleyova kometa se přiblíží ke Slunci na nejnižší možnou vzdálenost